# Clasificación al Campeonato Europeo Sub-17 de la UEFA 2024
La Clasificación al Campeonato Europeo Sub-17 de la UEFA 2024 es un torneo juvenil de fútbol que determina a los equipos clasificados al  Campeonato Europeo Sub-17 de la UEFA 2024 a realizarse en  Chipre.
La Fase de clasificación se divide en dos etapas, la primera es una Ronda de clasificación que se jugó entre septiembre y noviembre de 2023, y la segunda corresponde a la Ronda Élite, que se juega en marzo de 2024.
Los jugadores nacidos a partir del 1 de enero de 2007 eran elegibles para participar.
Rusia fue excluida del torneo debido a la invasión en curso que afecta a Ucrania.

## Ronda de Clasificación
En esta ronda participan 52 equipos pertenecientes a la UEFA divididos en 13 grupos de 4 equipos cada uno. Un país de cada grupo actúa como anfitrión, jugándose allí un mini torneo.
Holanda, pasó a la ronda élite como equipo con el mayor coeficiente de clasificación.

### Sorteo
El sorteo de la ronda de clasificación se celebró el 8 de diciembre de 2022, en la sede de la UEFA en Nyon, Suiza.

### Grupo 1
País anfitrión:  Georgia
| Equipo      | Pts | PJ | PG | PE | PP | GF | GC | Dif |
| ----------- | --- | -- | -- | -- | -- | -- | -- | --- |
| Austria     | 7   | 3  | 2  | 1  | 0  | 5  | 3  | 2   |
| Georgia (H) | 4   | 3  | 1  | 1  | 1  | 4  | 4  | 0   |
| Dinamarca   | 4   | 3  | 1  | 1  | 1  | 7  | 5  | 2   |
| Lituania    | 1   | 3  | 0  | 1  | 2  | 2  | 6  | -4  |

| 11 de octubre de 2023 | Dinamarca                                                     | 4:1 (3:1) | Lituania                  | Tskaltubo Technical Center, Tsqaltubo, Georgia |                           |
| 13:00                 | - Moalem 17' - Obi 17' - Hyseni 30' - Abildgaard 90+4' (pen.) | Reporte   | - 13' (pen.) Garbaliaukas | Árbitro(s): Erkan Özdamar                      | Árbitro(s): Erkan Özdamar |

| 11 de octubre de 2023 | Georgia        | 1:2 (0:1) | Austria                 | Estadio Ramaz Shengelia, Kutaisi, Georgia |                            |
| 15:00                 | - Gvasalia 59' | Reporte   | - 14', 87' Adejenughure | Árbitro(s): Patrik Kolarić                | Árbitro(s): Patrik Kolarić |

| 14 de octubre de 2023 | Austria        | 1:0 (0:0) | Lituania | Tskaltubo Technical Center, Tsqaltubo, Georgia |                            |
| 13:00                 | - Riegel 90+1' | Reporte   |          | Árbitro(s): Patrik Kolarić                     | Árbitro(s): Patrik Kolarić |

| 14 de octubre de 2023 | Dinamarca    | 1:2 (0:2) | Georgia                                    | Estadio Ramaz Shengelia, Kutaisi, Georgia |                            |
| 15:00                 | - Hansen 56' | Reporte   | - 35' (o.g.) Gustafsen - 45+2' Elisashvili | Árbitro(s): Jamie Robinson                | Árbitro(s): Jamie Robinson |

| 17 de octubre de 2023 | Austria                 | 2:2 (0:2) | Dinamarca             | Tskaltubo Technical Center, Tsqaltubo, Georgia |                           |
| 15:00                 | - Moizi 61' - Music 75' | Reporte   | - 6' Hansen - Obi 45' | Árbitro(s): Erkan Özdamar                      | Árbitro(s): Erkan Özdamar |

| 17 de octubre de 2023 | Lituania       | 1:1 (0:1) | Georgia      | Estadio Ramaz Shengelia, Kutaisi, Georgia |                            |
| 15:00                 | - Zdanovič 85' | Reporte   | - 5' Danelia | Árbitro(s): Jamie Robinson                | Árbitro(s): Jamie Robinson |

### Grupo 2
País anfitrión:  Moldavia
| Equipo       | Pts | PJ | PG | PE | PP | GF | GC | Dif |
| ------------ | --- | -- | -- | -- | -- | -- | -- | --- |
| Polonia      | 9   | 3  | 3  | 0  | 0  | 8  | 1  | 7   |
| Suecia       | 6   | 3  | 2  | 0  | 1  | 6  | 4  | 2   |
| Letonia      | 3   | 3  | 1  | 0  | 2  | 3  | 5  | -2  |
| Moldavia (H) | 0   | 3  | 0  | 0  | 3  | 2  | 9  | -7  |

| 27 de septiembre de 2023 | Suecia                     | 3:2 (2:1) | Moldavia                     | Estadio Zimbru, Chisináu, Moldavia                      |                                                         |
| 15:00                    | - Kusi-Asare 17', 40', 61' | Reporte   | - 4' Caragheorgi - 51' Efros | Asistencia: 1.235 espectadores Árbitro(s): Tim Marshall | Asistencia: 1.235 espectadores Árbitro(s): Tim Marshall |

| 27 de septiembre de 2023 | Letonia | 0:3 (0:2) | Polonia                                               | CDR Orhei, Orhei, Moldavia                             |                                                        |
| 15:00                    |         | Reporte   | - 40' (a.g.) Pļavinš - 45+2' Potulski - 48' Izunwanne | Asistencia: 50 espectadores Árbitro(s): Georgi Davidov | Asistencia: 50 espectadores Árbitro(s): Georgi Davidov |

| 30 de septiembre de 2023 | Suecia                            | 2:0 (0:0) | Letonia | CDR Orhei, Orhei, Moldavia                           |                                                      |
| 15:00                    | - Staykov 72' - Joksts 81' (a.g.) | Reporte   |         | Asistencia: 50 espectadores Árbitro(s): Luka Bilbija | Asistencia: 50 espectadores Árbitro(s): Luka Bilbija |

| 30 de septiembre de 2023 | Polonia                              | 3:0 (2:0) | Moldavia | Estadio Zimbru, Chisináu, Moldavia                      |                                                         |
| 15:00                    | - Adkonis 8', 38' (pen.), 58' (pen.) | Reporte   |          | Asistencia: 854 espectadores Árbitro(s): Georgi Davidov | Asistencia: 854 espectadores Árbitro(s): Georgi Davidov |

| 3 de octubre de 2023 | Polonia                         | 2:1 (0:1) | Suecia               | CDR Orhei, Orhei, Moldavia                           |                                                      |
| 15:00                | - Pietuszewski 81' - Jasiak 86' | Reporte   | - 27' (pen.) Jönsson | Asistencia: 60 espectadores Árbitro(s): Tim Marshall | Asistencia: 60 espectadores Árbitro(s): Tim Marshall |

| 3 de octubre de 2023 | Moldavia | 0:3 (0:1) | Letonia                                         | Estadio Zimbru, Chisináu, Moldavia                    |                                                       |
| 15:00                |          | Reporte   | - Sprukts 45+2' (pen.), 53' - Poskrjobiševs 86' | Asistencia: 873 espectadores Árbitro(s): Luka Bilbija | Asistencia: 873 espectadores Árbitro(s): Luka Bilbija |

### Grupo 3
País anfitrión:  Liechtenstein
| Equipo            | Pts | PJ | PG | PE | PP | GF | GC | Dif |
| ----------------- | --- | -- | -- | -- | -- | -- | -- | --- |
| Alemania          | 7   | 3  | 2  | 1  | 0  | 8  | 1  | 7   |
| Finlandia         | 5   | 3  | 1  | 2  | 0  | 6  | 3  | 3   |
| Ucrania           | 4   | 3  | 1  | 1  | 1  | 9  | 3  | 6   |
| Liechtenstein (H) | 0   | 3  | 0  | 0  | 3  | 0  | 16 | -16 |

| 15 de octubre de 2023 | Finlandia                 | 2:2 (0:0) | Ucrania                               | Sportanlage Blumenau, Triesen, Liechtenstein |                             |
| 12:00                 | - Siltanen 70' - Mero 76' | Reporte   | - 67' Bondar - 87' (a.g.) Kangasniemi | Árbitro(s): David Dickinson                  | Árbitro(s): David Dickinson |

| 15 de octubre de 2023 | Alemania                                                      | 6:0 (2:0) | Liechtenstein | Sportanlage Blumenau, Triesen, Liechtenstein |                                |
| 16:30                 | - Poller 31' - Onyeka 44', 84', 90' - Izekor 56' - Stange 75' | Reporte   |               | Árbitro(s): Radoslav Gidzhenov               | Árbitro(s): Radoslav Gidzhenov |

| 18 de octubre de 2023 | Alemania     | 1:1 (0:0) | Finlandia    | Sportanlage Blumenau, Triesen, Liechtenstein |                          |
| 12:00                 | - Husser 66' | Reporte   | - 83' Daldum | Árbitro(s): Martin Dohal                     | Árbitro(s): Martin Dohal |

| 18 de octubre de 2023 | Ucrania                                                                         | 7:0 (4:0) | Liechtenstein | Sportanlage Blumenau, Triesen, Liechtenstein |                             |
| 16:30                 | - Stepanov 5', 21', 57' - Bohdanov 15' - Drahan 45+2' - Harmash 65' - Ukhan 69' | Reporte   |               | Árbitro(s): David Dickinson                  | Árbitro(s): David Dickinson |

| 21 de octubre de 2023 | Ucrania | 0:1 (0:0) | Alemania     | Sportanlage Blumenau, Triesen, Liechtenstein |                                |
| 12:00                 |         | Reporte   | - 53' Izekor | Árbitro(s): Radoslav Gidzhenov               | Árbitro(s): Radoslav Gidzhenov |

| 21 de octubre de 2023 | Liechtenstein | 0:3 (0:0) | Finlandia                                    | Sportanlage Blumenau, Triesen, Liechtenstein |                          |
| 16:30                 |               | Reporte   | - 53' Sabwele - 63' Kirilov - 82' Koukkumäki | Árbitro(s): Martin Dohal                     | Árbitro(s): Martin Dohal |

### Grupo 4
País anfitrión:  Serbia
| Equipo     | Pts | PJ | PG | PE | PP | GF | GC | Dif |
| ---------- | --- | -- | -- | -- | -- | -- | -- | --- |
| Serbia (H) | 7   | 3  | 2  | 1  | 0  | 10 | 3  | 7   |
| Eslovenia  | 5   | 3  | 1  | 2  | 0  | 6  | 3  | 3   |
| Luxemburgo | 2   | 3  | 0  | 2  | 1  | 2  | 5  | -3  |
| Azerbaiyán | 1   | 3  | 0  | 1  | 2  | 2  | 9  | -7  |

| 21 de octubre de 2023 | Luxemburgo    | 1:1 (0:0) | Eslovenia     | Sports Center of FA of Serbia, Stara Pazova, Serbia |                             |
| 12:00                 | - Melo Co 73' | Reporte   | - Durmiši 88' | Árbitro(s): Jovan Kachevski                         | Árbitro(s): Jovan Kachevski |

| 21 de octubre de 2023 | Serbia                                                                   | 5:1 (3:1) | Azerbaiyán           | Sports Center of FA of Serbia, Stara Pazova, Serbia |                         |
| 17:00                 | - Ranković 4' - Mladenović 26', 29' - Kostić 59' (pen.) - Bajramović 87' | Reporte   | - Bubanja 11' (a.g.) | Árbitro(s): Joni Hyytiä                             | Árbitro(s): Joni Hyytiä |

| 24 de octubre de 2023 | Eslovenia | 0:0     | Azerbaiyán | Sports Center of FA of Serbia, Stara Pazova, Serbia |                             |
| 12:00                 |           | Reporte |            | Árbitro(s): Jovan Kachevski                         | Árbitro(s): Jovan Kachevski |

| 24 de octubre de 2023 | Serbia | 3:0     | Luxemburgo | Sports Center of FA of Serbia, Stara Pazova, Serbia |                                 |
| 17:00                 |        | Reporte |            | Árbitro(s): Oleksii Derevinskyi                     | Árbitro(s): Oleksii Derevinskyi |

| 27 de octubre de 2023 | Eslovenia                   | 2:2     | Serbia                            | Sports Center of FA of Serbia, Stara Pazova, Serbia |                                 |
| 14:00                 | - Pejičić 20' - Šunta 90+5' | Reporte | - Đorđević 3' - Kostić 82' (pen.) | Árbitro(s): Oleksii Derevinskyi                     | Árbitro(s): Oleksii Derevinskyi |

| 27 de octubre de 2023 | Azerbaiyán           | 1:1     | Luxemburgo   | Sports Center of FA of Serbia, Stara Pazova, Serbia |                         |
| 14:00                 | - Ahmadov 51' (pen.) | Reporte | - Brites 15' | Árbitro(s): Joni Hyytiä                             | Árbitro(s): Joni Hyytiä |

### Grupo 5
País anfitrión:  Portugal
| Equipo          | Pts | PJ | PG | PE | PP | GF | GC | Dif |
| --------------- | --- | -- | -- | -- | -- | -- | -- | --- |
| Portugal (H)    | 9   | 3  | 3  | 0  | 0  | 11 | 1  | +10 |
| República Checa | 6   | 3  | 2  | 0  | 1  | 11 | 3  | +8  |
| Albania         | 3   | 3  | 1  | 0  | 2  | 3  | 10 | −7  |
| Montenegro      | 0   | 3  | 0  | 0  | 3  | 1  | 12 | −11 |

| 15 de noviembre de 2023 | Montenegro | 0:4 (0:1) | República Checa                                          | Estadio Papa Francisco, Fátima, Portugal |                                |
| 15:00                   |            | Reporte   | - Višňa 16' - Řeháček 63' - Belžík 86' - Nechvátal 90+1' | Árbitro(s): Viktor Kopiievskyi           | Árbitro(s): Viktor Kopiievskyi |

| 15 de noviembre de 2023 | Portugal                                     | 3:0 (1:0) | Albania | Estadio Municipal, Rio Maior, Portugal |                             |
| 19:00                   | - Felicíssimo 34' - Rui Silva 68' - Mota 70' | Reporte   |         | Árbitro(s): Sayat Karabayev            | Árbitro(s): Sayat Karabayev |

| 18 de noviembre de 2023 | República Checa                                                                                | 7:1 (4:0) | Albania    | Estadio Papa Francisco, Fátima, Portugal |                  |
| 15:00                   | - Kolářík 13', 60' - Poturnay 30' - Slončík 40' - Moudrý 44' - Nela 90+1' (o.g.) - Sosna 90+1' | Reporte   | - Gici 83' | Árbitro(s): [[]]                         | Árbitro(s): [[]] |

| 18 de noviembre de 2023 | Portugal                                                                | 6:1 (6:0) | Montenegro   | Campo da Mata, Caldas da Rainha, Portugal |                            |
| 17:00                   | - Varela 6' - Silva 17', 27' - Trovisco 19' - Vieira 44' - Santos 45+1' | Reporte   | - Kostić 47' | Árbitro(s): Oliver Reitala                | Árbitro(s): Oliver Reitala |

| 21 de noviembre de 2023 | República Checa | 0:2 (0:1) | Portugal                   | Estadio Municipal Leiria, Leiría, Portugal |                                |
| 18:00                   |                 | Reporte   | - Silva 31' - Meireles 82' | Árbitro(s): Viktor Kopiievskyi             | Árbitro(s): Viktor Kopiievskyi |

| 21 de noviembre de 2023 | Albania                 | 2:0 (1:0) | Montenegro | Estadio Municipal, Marinha Grande, Portugal |                            |
| 18:00                   | - Gecaj 19' - Gjyla 71' | Reporte   |            | Árbitro(s): Oliver Reitala                  | Árbitro(s): Oliver Reitala |

### Grupo 6
País anfitrión:  Rumania
| Equipo      | Pts | PJ | PG | PE | PP | GF | GC | Dif |
| ----------- | --- | -- | -- | -- | -- | -- | -- | --- |
| Francia     | 5   | 3  | 1  | 2  | 0  | 5  | 1  | +4  |
| Rumania (H) | 5   | 3  | 1  | 2  | 0  | 4  | 1  | +3  |
| Noruega     | 3   | 3  | 0  | 3  | 0  | 2  | 2  | 0   |
| Estonia     | 1   | 3  | 0  | 1  | 2  | 2  | 9  | −7  |

| 15 de noviembre de 2023 | Francia                                                        | 4:0 (2:0) | Estonia | Inter Graz, Popești-Leordeni, Rumania |                               |
| 11:00                   | - Thebault 21' - Messi Tanfouri 32' - Sternal 48' - Camara 62' | Reporte   |         | Árbitro(s): Menelaos Antoniou         | Árbitro(s): Menelaos Antoniou |

| 15 de noviembre de 2023 | Rumania | 0:0     | Noruega | Football Centre FRF, Buftea, Rumania |                              |
| 11:00                   |         | Reporte |         | Árbitro(s): Igor Stojchevski         | Árbitro(s): Igor Stojchevski |

| 18 de noviembre de 2023 | Francia              | 1:1 (0:1) | Rumania   | Football Centre FRF, Buftea, Rumania |                             |
| 11:00                   | - Messi Tanfouri 65' | Reporte   | - Popa 4' | Árbitro(s): Jasper Vergoote          | Árbitro(s): Jasper Vergoote |

| 18 de noviembre de 2023 | Noruega                         | 2:2 (1:0) | Estonia                       | Estadio Concordia, Chiajna, Rumania |                               |
| 11:00                   | - Nilsen-Modebe 7' - Eikrem 75' | Reporte   | - Kristal 56' - Limberg 90+6' | Árbitro(s): Menelaos Antoniou       | Árbitro(s): Menelaos Antoniou |

| 21 de noviembre de 2023 | Noruega | 0:0     | Francia | Estadio Municipal, Tunari, Rumania |                             |
| 10:00                   |         | Reporte |         | Árbitro(s): Jasper Vergoote        | Árbitro(s): Jasper Vergoote |

| 21 de noviembre de 2023 | Estonia | 0:3 (0:2) | Rumania                                    | Football Centre FRF, Buftea, Rumania |                              |
| 10:00                   |         | Reporte   | - Oarga 23' - Toma 40' - Popa 90+9' (pen.) | Árbitro(s): Igor Stojchevski         | Árbitro(s): Igor Stojchevski |

### Grupo 7
País anfitrión:  Turquía
| Equipo      | Pts | PJ | PG | PE | PP | GF | GC | Dif |
| ----------- | --- | -- | -- | -- | -- | -- | -- | --- |
| Turquía (H) | 7   | 3  | 2  | 1  | 0  | 4  | 0  | 4   |
| Bielorrusia | 4   | 3  | 1  | 1  | 1  | 3  | 2  | 1   |
| Escocia     | 3   | 3  | 1  | 0  | 2  | 3  | 6  | -3  |
| Kazajistán  | 2   | 3  | 0  | 2  | 1  | 0  | 2  | -2  |

| 21 de octubre de 2023 | Bielorrusia                                                     | 3:1 (1:0) | Escocia       | CD Arslan Zeki Demirci, Manavgat, Turquía |                               |
| 12:00                 | - Dziarzhynski 45+3' - Halliwell 61' (a.g.) - Ausiannikau 90+4' | Reporte   | - 78' Adamson | Árbitro(s): Mervan Bejtullahu             | Árbitro(s): Mervan Bejtullahu |

| 21 de octubre de 2023 | Turquía | 0:0     | Kazajistán | CD Arslan Zeki Demirci, Manavgat, Turquía |                           |
| 15:00                 |         | Reporte |            | Árbitro(s): Dominik Stary                 | Árbitro(s): Dominik Stary |

| 24 de octubre de 2023 | Escocia                     | 2:0 (1:0) | Kazajistán | CD Arslan Zeki Demirci, Manavgat, Turquía |                               |
| 12:00                 | - Adamson 20' - Stirton 73' | Reporte   |            | Árbitro(s): Mervan Bejtullahu             | Árbitro(s): Mervan Bejtullahu |

| 24 de octubre de 2023 | Turquía           | 1:0 (0:0) | Bielorrusia | CD Arslan Zeki Demirci, Manavgat, Turquía |                                  |
| 15:00                 | - Hekimoğlu 90+4' | Reporte   |             | Árbitro(s): Sivert Øksnes Amland          | Árbitro(s): Sivert Øksnes Amland |

| 27 de octubre de 2023 | Escocia | 0:3 (0:0) | Turquía                          | CD Arslan Zeki Demirci, Manavgat, Turquía |                           |
| 15:00                 |         | Reporte   | - Hekimoğlu 62' - Özkan 82', 87' | Árbitro(s): Dominik Stary                 | Árbitro(s): Dominik Stary |

| 27 de octubre de 2023 | Kazajistán | 0:0     | Bielorrusia | CD Arslan Zeki Demirci, Manavgat, Turquía |                                  |
| 15:00                 |            | Reporte |             | Árbitro(s): Sivert Øksnes Amland          | Árbitro(s): Sivert Øksnes Amland |

### Grupo 8
País anfitrión:  Malta
| Equipo              | Pts | PJ | PG | PE | PP | GF | GC | Dif |
| ------------------- | --- | -- | -- | -- | -- | -- | -- | --- |
| España              | 9   | 3  | 3  | 0  | 0  | 17 | 1  | 16  |
| Eslovaquia          | 6   | 3  | 2  | 0  | 1  | 6  | 5  | 1   |
| Macedonia del Norte | 1   | 3  | 0  | 1  | 2  | 1  | 9  | -8  |
| Malta (H)           | 1   | 3  | 0  | 1  | 2  | 1  | 10 | -9  |

| 25 de octubre de 2023 | España                                                                                   | 7:0 (4:0) | Malta | Centenary Stadium, Ta' Qali, Malta |                           |
| 11:00                 | - A. Casino 13' (pen.) - Baquerin 21', 28', 63' - Lopez 29' - Cortes 52' - G. Casino 70' | Reporte   |       | Árbitro(s): Antoni Bandić          | Árbitro(s): Antoni Bandić |

| 25 de octubre de 2023 | Macedonia del Norte | 0:4 (0:3) | Eslovaquia                             | Centenary Stadium, Ta' Qali, Malta |                          |
| 14:30                 |                     | Reporte   | - Valko 6' - Vlna 34', 64' - Balog 41' | Árbitro(s): Marek Radina           | Árbitro(s): Marek Radina |

| 28 de octubre de 2023 | España                                             | 5:0 (4:0) | Macedonia del Norte | Centenary Stadium, Ta' Qali, Malta |                            |
| 11:00                 | - Puente 5', 19', 32' - P. Duran 8' - F. Duran 58' | Reporte   |                     | Árbitro(s): Lothar D'hondt         | Árbitro(s): Lothar D'hondt |

| 28 de octubre de 2023 | Eslovaquia   | 1:0 (0:0) | Malta | Centenary Stadium, Ta' Qali, Malta |                           |
| 14:30                 | - Trello 50' | Reporte   |       | Árbitro(s): Antoni Bandić          | Árbitro(s): Antoni Bandić |

| 31 de octubre de 2023 | Malta           | 1:1 (0:1) | Macedonia del Norte | Centenary Stadium, Ta' Qali, Malta |                          |
| 12:00                 | - Melillo 90+1' | Reporte   | - Etoski 38'        | Árbitro(s): Marek Radina           | Árbitro(s): Marek Radina |

| 31 de octubre de 2023 | Eslovaquia    | 1:5 (1:4) | España                                                           | Centenary Stadium, Ta' Qali, Malta |                            |
| 15:30                 | - Kováčik 28' | Reporte   | - P. Duran 9' (pen.), 45+1' - Arnucio 19', 50' - Reyes López 33' | Árbitro(s): Lothar D'hondt         | Árbitro(s): Lothar D'hondt |

### Grupo 9
País anfitrión:  Croacia
| Equipo      | Pts | PJ | PG | PE | PP | GF | GC | Dif |
| ----------- | --- | -- | -- | -- | -- | -- | -- | --- |
| Inglaterra  | 9   | 3  | 3  | 0  | 0  | 18 | 1  | 17  |
| Croacia (H) | 6   | 3  | 2  | 0  | 1  | 11 | 5  | 6   |
| Kosovo      | 3   | 3  | 1  | 0  | 2  | 3  | 10 | -7  |
| Islas Feroe | 0   | 3  | 0  | 0  | 3  | 1  | 17 | -16 |

| 3 de noviembre de 2023 | Inglaterra | 8:0 (3:0) | Islas Feroe | Ivan Laljak-Ivić Stadium, Zapresic |                            |
| 12:00                  | - Fletcher 12' - Moore 24' - Ólavsson 44' (a.g.) - Mheuka 47' - Derry 54' - Mukasa 70', 77' - Dunbar-Mcdonald 73' | Reporte   |             | Árbitro(s): Edgars Maļcevs         | Árbitro(s): Edgars Maļcevs |

| 3 de noviembre de 2023 | Kosovo | 0:4 (0:1) | Croacia                                         | Stadion Branko Čavlović-Čavlek, Karlovac |                                  |
| 13:00                  |        | Reporte   | - Čović 44' - Čutuk 48' - Zebić 62' - Barić 80' | Árbitro(s): Mohammad Usman Aslam         | Árbitro(s): Mohammad Usman Aslam |

| 6 de noviembre de 2023 | Inglaterra                                         | 5:0 (2:0) | Kosovo | Ivan Laljak-Ivić Stadium, Zapresic |                              |
| 12:00                  | - Derry 16', 24' - Olusesi 46', 64' - Fletcher 73' | Reporte   |        | Árbitro(s): Alessandro Dudic       | Árbitro(s): Alessandro Dudic |

| 6 de noviembre de 2023 | Croacia                                                               | 6:0 (1:0) | Islas Feroe | Stadion Branko Čavlović-Čavlek, Karlovac |                                  |
| 13:00                  | - Matic 13', 90' - Durdov 60' - Čović 70' - Kostelac 81' - Ahmeti 88' | Reporte   |             | Árbitro(s): Mohammad Usman Aslam         | Árbitro(s): Mohammad Usman Aslam |

| 9 de noviembre de 2023 | Croacia     | 1:5 (0:2) | Inglaterra                                     | Stadion Branko Čavlović-Čavlek, Karlovac |                            |
| 13:00                  | - Čutuk 52' | Reporte   | - Moore 15', 54', 79' - Mheuka 30' - Drake 69' | Árbitro(s): Edgars Maļcevs               | Árbitro(s): Edgars Maļcevs |

| 9 de noviembre de 2023 | Islas Feroe         | 1:3 (1:2) | Kosovo                            | Ivan Laljak-Ivić Stadium, Zapresic |                              |
| 13:00                  | - Benjaminsen 45+5' | Reporte   | - Bekolli 8' - Jerlija 45+6', 60' | Árbitro(s): Alessandro Dudic       | Árbitro(s): Alessandro Dudic |

### Grupo 10
País anfitrión:  Irlanda
| Equipo      | Pts | PJ | PG | PE | PP | GF | GC | Dif |
| ----------- | --- | -- | -- | -- | -- | -- | -- | --- |
| Suiza       | 7   | 3  | 2  | 1  | 0  | 8  | 0  | 8   |
| Irlanda (H) | 5   | 3  | 1  | 2  | 0  | 4  | 0  | 4   |
| Islandia    | 4   | 3  | 1  | 1  | 1  | 7  | 4  | 3   |
| Armenia     | 0   | 3  | 0  | 0  | 3  | 1  | 16 | -15 |

| 11 de octubre de 2023 | Islandia | 0:3 (0:1) | Suiza                                 | Mardyke (UCC), Cork                  |                                      |
| 15:00                 |          | Reporte   | - Guido 15' - Tairi 52' - Cassese 70' | Árbitro(s): Jakob Alexander Sundberg | Árbitro(s): Jakob Alexander Sundberg |

| 11 de octubre de 2023 | Irlanda                                   | 4:0 (2:0) | Armenia | Turners Cross, Cork         |                             |
| 20:00                 | - Melia 13', 87', 90+4' (pen.) - Umeh 38' | Reporte   |         | Árbitro(s): Jovan Kachevski | Árbitro(s): Jovan Kachevski |

| 14 de octubre de 2023 | Suiza                                                      | 5:0 (2:0) | Armenia | Mardyke (UCC), Cork         |                             |
| 15:00                 | - Aguilar 15' - Cakolli 30', 74' - Kospo 54' - Cassese 75' | Reporte   |         | Árbitro(s): Jovan Kachevski | Árbitro(s): Jovan Kachevski |

| 14 de octubre de 2023 | Irlanda | 0:0     | Islandia | Turners Cross, Cork   |                       |
| 20:00                 |         | Reporte |          | Árbitro(s): Dario Bel | Árbitro(s): Dario Bel |

| 17 de octubre de 2023 | Suiza | 0:0     | Irlanda | Turners Cross, Cork                  |                                      |
| 15:00                 |       | Reporte |         | Árbitro(s): Jakob Alexander Sundberg | Árbitro(s): Jakob Alexander Sundberg |

| 17 de octubre de 2023 | Armenia             | 1:7 (1:3) | Islandia                                                                             | Mardyke (UCC), Cork   |                       |
| 15:00                 | - Harutyunyan 45+2' | Reporte   | - Johannesson 2', 27' - Arnarsson 29', 62', 88' - Johannessen 79' (pen.) - Olsen 81' | Árbitro(s): Dario Bel | Árbitro(s): Dario Bel |

### Grupo 11
País anfitrión:  Italia
| Equipo            | Pts | PJ | PG | PE | PP | GF | GC | Dif |
| ----------------- | --- | -- | -- | -- | -- | -- | -- | --- |
| Grecia            | 9   | 3  | 3  | 0  | 0  | 6  | 1  | 5   |
| Italia (H)        | 4   | 3  | 1  | 1  | 1  | 5  | 2  | 3   |
| Irlanda del Norte | 4   | 3  | 1  | 1  | 1  | 4  | 2  | 2   |
| San Marino        | 0   | 3  | 0  | 0  | 3  | 0  | 10 | -10 |

| 25 de octubre de 2023 | Irlanda del Norte | 0:2 (0:0) | Grecia                       | Stadio Germano Todoli, Cervia |                           |
| 12:00                 |                   | Reporte   | - Sulanjaku 51' - Mythou 67' | Árbitro(s): Bulat Sariyev     | Árbitro(s): Bulat Sariyev |

| 25 de octubre de 2023 | Italia                                                 | 4:0 (1:0) | San Marino | Stadio Valentino Mazzola, Santarcangelo di Romagna |                        |
| 15:00                 | - Mosconi 8' - Coletta 49' - Camarda 50' - Verde 90+4' | Reporte   |            | Árbitro(s): Ivo Torres                             | Árbitro(s): Ivo Torres |

| 28 de octubre de 2023 | Grecia                         | 2:0 (2:0) | San Marino | Stadio Germano Todoli, Cervia |                           |
| 12:00                 | - Dunga 38' - Karargyris 45+3' | Reporte   |            | Árbitro(s): Bulat Sariyev     | Árbitro(s): Bulat Sariyev |

| 28 de octubre de 2023 | Italia | 0:0     | Irlanda del Norte | Stadio Valentino Mazzola, Santarcangelo di Romagna |                            |
| 15:00                 |        | Reporte |                   | Árbitro(s): Elchin Masiyev                         | Árbitro(s): Elchin Masiyev |

| 31 de octubre de 2023 | Grecia                                       | 2:1 (2:1) | Italia                | Tullo Morgagni, Forli      |                            |
| 15:00                 | - Darviras 13' (pen.) - Kostoulas 45' (pen.) | Reporte   | - Maiorana 42' (pen.) | Árbitro(s): Elchin Masiyev | Árbitro(s): Elchin Masiyev |

| 31 de octubre de 2023 | San Marino | 0:4 (0:2) | Irlanda del Norte                                         | Stadio Valentino Mazzola, Santarcangelo di Romagna |                        |
| 15:00                 |            | Reporte   | - Brannigan 14' - Burnside 30' - Haughey 47' - Graham 76' | Árbitro(s): Ivo Torres                             | Árbitro(s): Ivo Torres |

### Grupo 12
País anfitrión:  Gales
| Equipo    | Pts       | PJ        | PG        | PE        | PP        | GF        | GC        | Dif       |
| --------- | --------- | --------- | --------- | --------- | --------- | --------- | --------- | --------- |
| Gales (H) | 6         | 2         | 2         | 0         | 0         | 5         | 0         | 5         |
| Bélgica   | 3         | 2         | 1         | 0         | 1         | 4         | 1         | 3         |
| Gibraltar | 0         | 2         | 0         | 0         | 2         | 0         | 8         | -8        |
| Israel    | se retiró | se retiró | se retiró | se retiró | se retiró | se retiró | se retiró | se retiró |

Gibraltar se retiró inicialmente del grupo el 7 de octubre de 2023, citando preocupaciones de seguridad a la luz del conflicto entre Gaza e Israel de octubre de 2023.
Posteriormente, la UEFA pospuso todos los partidos ese mismo día.
Inicialmente el país anfitrión era Israel y los encuentros se realizarían el 11, 14 y 17 de octubre, luego se anunciaron nuevas fechas y el nuevo país anfitrión, Gales. Israel se retiró de la clasificación poco antes de las fechas reprogramadas.
| 15 de noviembre de 2023 | Bélgica                                                                 | 4:0 (2:0) | Gibraltar | Dragon Park, Newport     |                          |
| 18:00                   | - Reumers 22' - Da Costa 30' - M. Diawara 90+1' - Engwanda-Ongena 90+5' | Reporte   |           | Árbitro(s): Roman Jitari | Árbitro(s): Roman Jitari |

| 18 de noviembre de 2023 | Bélgica | 0:1 (0:0) | Gales         | Cardiff International Sports Stadium, Cardiff |                          |
| 18:00                   |         | Reporte   | - Myles 90+1' | Árbitro(s): Jan Machálek                      | Árbitro(s): Jan Machálek |

| 21 de noviembre de 2023 | Gibraltar | 0:4 (0:1) | Gales                                                 | Cardiff International Sports Stadium, Cardiff |                                |
| 15:00                   |           | Reporte   | - Bostock 14' - Allen 49' - Jones 77' - Griffiths 89' | Árbitro(s): Radoslav Gidzhenov                | Árbitro(s): Radoslav Gidzhenov |

### Grupo 13
País anfitrión:  Hungría
| Equipo               | Pts | PJ | PG | PE | PP | GF | GC | Dif |
| -------------------- | --- | -- | -- | -- | -- | -- | -- | --- |
| Bulgaria             | 7   | 3  | 2  | 1  | 0  | 4  | 2  | 2   |
| Hungría (H)          | 6   | 3  | 2  | 0  | 1  | 5  | 2  | 3   |
| Bosnia y Herzegovina | 4   | 3  | 1  | 1  | 1  | 5  | 4  | 1   |
| Andorra              | 0   | 3  | 0  | 0  | 3  | 1  | 7  | -6  |

| 25 de octubre de 2023 | Bulgaria   | 1:1 (1:1) | Bosnia y Herzegovina | BSC Stadium, Budaörs    |                         |
| 13:00                 | - Gaote 6' | Reporte   | - Pejić 31'          | Árbitro(s): David Munro | Árbitro(s): David Munro |

| 25 de octubre de 2023 | Hungría                    | 2:0 (1:0) | Andorra | Globall Football Park, Telki |                          |
| 16:00                 | - Kugyela 41' - Egri 90+4' | Reporte   |         | Árbitro(s): Stefan Ebner     | Árbitro(s): Stefan Ebner |

| 28 de octubre de 2023 | Bosnia y Herzegovina                                  | 3:0 (1:0) | Andorra | BSC Stadium, Budaörs    |                         |
| 13:00                 | - Pejić 15' - Petrović 84' - Alajbegović 90+2' (pen.) | Reporte   |         | Árbitro(s): David Munro | Árbitro(s): David Munro |

| 28 de octubre de 2023 | Hungría | 0:1 (0:1) | Bulgaria    | Globall Football Park, Telki    |                                 |
| 16:00                 |         | Reporte   | - Gigov 23' | Árbitro(s): Ashot Ghaltakhchyan | Árbitro(s): Ashot Ghaltakhchyan |

| 31 de octubre de 2023 | Bosnia y Herzegovina | 1:3 (0:1) | Hungría                             | Globall Football Park, Telki |                          |
| 16:00                 | - Ignatkov 61'       | Reporte   | - Mondovics 33', 47' - Barkóczi 78' | Árbitro(s): Stefan Ebner     | Árbitro(s): Stefan Ebner |

| 31 de octubre de 2023 | Andorra         | 1:2 (1:2) | Bulgaria                                | BSC Stadium, Budaörs            |                                 |
| 16:00                 | - De Lima 45+3' | Reporte   | - Polendakov 16' (pen.) - Givedzhov 31' | Árbitro(s): Ashot Ghaltakhchyan | Árbitro(s): Ashot Ghaltakhchyan |

### Ranking de los terceros puestos
Los cinco mejores terceros lugares de los 13 grupos pasaban a la siguiente ronda junto a los 2 mejores de cada grupo. (Se contabilizan los resultados obtenidos en contra de los ganadores y los segundos clasificados de cada grupo).
| Pos. | Grupo | Equipo               | PJ | PG | PE | PP | GF | GC | DG | Pts | Clasifica   |
| ---- | ----- | -------------------- | -- | -- | -- | -- | -- | -- | -- | --- | ----------- |
| 1    | 6     | Noruega              | 2  | 0  | 2  | 0  | 0  | 0  | 0  | 2   | Ronda élite |
| 2    | 1     | Dinamarca            | 2  | 0  | 1  | 1  | 3  | 4  | −1 | 1   | Ronda élite |
| 3    | 3     | Ucrania              | 2  | 0  | 1  | 1  | 2  | 3  | −1 | 1   | Ronda élite |
| 4    | 13    | Bosnia y Herzegovina | 2  | 0  | 1  | 1  | 2  | 4  | −2 | 1   | Ronda élite |
| 5    | 11    | Irlanda del Norte    | 2  | 0  | 1  | 1  | 0  | 2  | −2 | 1   | Ronda élite |
| 6    | 4     | Luxemburgo           | 2  | 0  | 1  | 1  | 1  | 4  | −3 | 1   |             |
| 7    | 10    | Islandia             | 2  | 0  | 1  | 1  | 0  | 3  | −3 | 1   |             |
| 8    | 7     | Escocia              | 2  | 0  | 0  | 2  | 1  | 6  | −5 | 0   |             |
| 9    | 2     | Letonia              | 2  | 0  | 0  | 2  | 0  | 5  | −5 | 0   |             |
| 10   | 8     | Malta                | 2  | 0  | 0  | 2  | 0  | 8  | −8 | 0   |             |
| 11   | 12    | Gibraltar            | 2  | 0  | 0  | 2  | 0  | 8  | −8 | 0   |             |
| 12   | 5     | Albania              | 2  | 0  | 0  | 2  | 1  | 10 | −9 | 0   |             |
| 13   | 9     | Kosovo               | 2  | 0  | 0  | 2  | 0  | 9  | −9 | 0   |             |

## Ronda élite

### Sorteo
El sorteo de la ronda élite se celebró el 7 de diciembre de 2023, en la sede de la UEFA en Nyon, Suiza.

### Grupo 1
País anfitrión:  Inglaterra
| Equipo            | PJ | PG | PE | PP | GF | GC | Dif | Pts | Situación              |
| Francia           | 3  | 3  | 0  | 0  | 9  | 4  | +5  | 9   | Clasificado fase final |
| Inglaterra (H)    | 3  | 2  | 0  | 1  | 11 | 3  | +8  | 6   |                        |
| Irlanda del Norte | 3  | 1  | 0  | 2  | 6  | 11 | -5  | 3   |                        |
| Hungría           | 3  | 0  | 0  | 3  | 2  | 10 | -8  | 0   |                        |

| 20 de marzo de 2024 | Inglaterra                                        | 5:1 (1:1) | Irlanda del Norte | St George's Park, Burton upon Trent, Inglaterra |                            |
| 16:00 (CET)         | - Mukasa 31', 89' - Nwaneri 63' - Dipepa 66', 69' | Reporte   | - Burnside 19'    | Árbitro(s): Danilo Nikolić                      | Árbitro(s): Danilo Nikolić |

| 20 de marzo de 2024 | Hungría           | 1:2 (0:1) | Francia            | St George's Park, Burton upon Trent, Inglaterra |                           |
| 21:00 (CET)         | - Mondovics 90+1' | Reporte   | - Kouakou 18', 70' | Árbitro(s): Jacob Karlsen                       | Árbitro(s): Jacob Karlsen |

| 23 de marzo de 2024 | Inglaterra                                                     | 5:0 (2:0) | Hungría | St George's Park, Burton upon Trent, Inglaterra |                           |
| 16:00 (CET)         | - Dipepa 9' - Rigg 27' - Nwaneri 56' - McFarlane 67' - Pál 82' | Reporte   |         | Árbitro(s): Martin Matoša                       | Árbitro(s): Martin Matoša |

| 23 de marzo de 2024 | Francia                                                     | 5:2 (2:1) | Irlanda del Norte        | St George's Park, Burton upon Trent, Inglaterra |                           |
| 20:00 (CET)         | - Meite 31', 50' - Sternal 45+1' - Sellami 70' - Cabral 88' | Reporte   | - Stitt 16' - Graham 54' | Árbitro(s): Jacob Karlsen                       | Árbitro(s): Jacob Karlsen |

| 26 de marzo de 2024 | Francia                    | 2:1 (2:0) | Inglaterra    | St George's Park, Burton upon Trent, Inglaterra |                           |
| 20:00 (CET)         | - Tanfouri 18', 37' (pen.) | Reporte   | - Nwaneri 71' | Árbitro(s): Martin Matoša                       | Árbitro(s): Martin Matoša |

| 26 de marzo de 2024 | Irlanda del Norte                           | 3:1 (0:1) | Hungría         | St George's Park, Burton upon Trent, Inglaterra |                            |
| 20:00 (CET)         | - Brannigan 50' - Corrigan 78' - Graham 84' | Reporte   | - Mondovics 23' | Árbitro(s): Danilo Nikolić                      | Árbitro(s): Danilo Nikolić |

### Grupo 2
País anfitrión:  Rumania
| Equipo      | PJ | PG | PE | PP | GF | GC | Dif | Pts | Situación              |
| Suecia      | 3  | 2  | 1  | 0  | 5  | 3  | +2  | 7   | Clasificado fase final |
| Gales       | 3  | 2  | 0  | 1  | 5  | 4  | +1  | 6   |                        |
| Rumania (H) | 3  | 0  | 2  | 1  | 2  | 3  | -1  | 2   |                        |
| Bulgaria    | 3  | 0  | 1  | 2  | 2  | 4  | -2  | 1   |                        |

| 20 de marzo de 2024 | Gales                     | 2:1 (1:0) | Rumania    | Football Centre FRF, Buftea, Rumania |                              |
| 11:00 (CET)         | - Myles 24' - Bostock 56' | Reporte   | - Popa 72' | Árbitro(s): Michele Beltrano         | Árbitro(s): Michele Beltrano |

| 20 de marzo de 2024 | Suecia                        | 2:1 (0:0) | Bulgaria      | Estadio Concordia, Chiajna, Rumania |                          |
| 11:00 (CET)         | - Antwi 58' - Andersson 90+1' | Reporte   | - Boychev 52' | Árbitro(s): Florian Lata            | Árbitro(s): Florian Lata |

| 23 de marzo de 2024 | Gales        | 1:2 (0:1) | Suecia                     | Estadio Concordia, Chiajna, Rumania |                             |
| 11:00 (CET)         | - Kpakio 72' | Reporte   | - Isaksson 29' - Antwi 56' | Árbitro(s): Bahattin Simsek         | Árbitro(s): Bahattin Simsek |

| 23 de marzo de 2024 | Bulgaria | 0:0     | Rumania | Football Centre FRF, Buftea, Rumania |                          |
| 11:00 (CET)         |          | Reporte |         | Árbitro(s): Florian Lata             | Árbitro(s): Florian Lata |

| 26 de marzo de 2024 | Bulgaria         | 1:2 (0:0) | Gales                     | Football Centre FRF, Mogoșoaia, Rumania |                              |
| 11:00 (CET)         | - Polendakov 90' | Reporte   | - Bostock 52' - Myles 75' | Árbitro(s): Michele Beltrano            | Árbitro(s): Michele Beltrano |

| 26 de marzo de 2024 | Rumania            | 1:1 (0:0) | Suecia          | Football Centre FRF, Buftea, Rumania |                             |
| 11:00 (CET)         | - Petculescu 90+2' | Reporte   | - Bozicevic 86' | Árbitro(s): Bahattin Simsek          | Árbitro(s): Bahattin Simsek |

### Grupo 3
País anfitrión:  Finlandia
| Equipo        | PJ | PG | PE | PP | GF | GC | Dif | Pts | Situación              |
| Italia        | 3  | 2  | 1  | 0  | 9  | 5  | +4  | 7   | Clasificado fase final |
| Bélgica       | 3  | 1  | 1  | 1  | 6  | 7  | -1  | 4   |                        |
| Finlandia (H) | 3  | 1  | 1  | 1  | 3  | 3  | 0   | 4   |                        |
| Países Bajos  | 3  | 0  | 1  | 2  | 2  | 5  | -3  | 1   |                        |

| 20 de marzo de 2024 | Países Bajos | 0:2 (0:1) | Italia                               | Myyrmäen jalkapallostadion, Vantaa, Finlandia |                        |
| 12:00 (CET)         |              | Reporte   | - Ciardi 28' (pen.) - Liberali 90+8' | Árbitro(s): Pavle Ilić                        | Árbitro(s): Pavle Ilić |

| 20 de marzo de 2024 | Finlandia | 0:1 (0:1) | Bélgica                 | Myyrmäen jalkapallostadion, Vantaa, Finlandia |                            |
| 17:30 (CET)         |           | Reporte   | - Van De Ven 22' (pen.) | Árbitro(s): Mihály Káprály                    | Árbitro(s): Mihály Káprály |

| 23 de marzo de 2024 | Bélgica                                  | 3:5 (2:2) | Italia                                                                                   | Myyrmäen jalkapallostadion, Vantaa, Finlandia |                        |
| 12:00 (CET)         | - Da Costa 1' - Furo 14' - Decresson 62' | Reporte   | - Liberali 20' (pen.) - Nibombe 45' (a.g.) - Camarda 52' (pen.), 57' - Ciardi 76' (pen.) | Árbitro(s): Pavle Ilić                        | Árbitro(s): Pavle Ilić |

| 23 de marzo de 2024 | Países Bajos | 0:1 (0:1) | Finlandia       | Myyrmäen jalkapallostadion, Vantaa, Finlandia |                        |
| 17:30 (CET)         |              | Reporte   | - Koukkumaki 1' | Árbitro(s): Alan Kijas                        | Árbitro(s): Alan Kijas |

| 26 de marzo de 2024 | Bélgica                         | 2:2 (1:1) | Países Bajos      | Mustapekka Areena, Helsinki, Finlandia |                            |
| 12:00 (CET)         | - Furo 29' - Bafdili 73' (pen.) | Reporte   | - Ünüvar 39', 71' | Árbitro(s): Mihály Káprály             | Árbitro(s): Mihály Káprály |

| 26 de marzo de 2024 | Italia                                          | 2:2 (1:1) | Finlandia                          | Myyrmäen jalkapallostadion, Vantaa, Finlandia |                        |
| 12:00 (CET)         | - Kangasniemi 18' (a.g.) - Camarda 90+1' (pen.) | Reporte   | - Kirilov 26' (pen.) - Multala 56' | Árbitro(s): Alan Kijas                        | Árbitro(s): Alan Kijas |

### Grupo 4
País anfitrión:  Grecia
| Equipo     | PJ | PG | PE | PP | GF | GC | Dif | Pts | Situación              |
| Ucrania    | 3  | 3  | 0  | 0  | 8  | 0  | +8  | 9   | Clasificado fase final |
| Eslovaquia | 3  | 2  | 0  | 1  | 3  | 4  | -1  | 6   |                        |
| Suiza      | 3  | 1  | 0  | 2  | 3  | 5  | -2  | 3   |                        |
| Grecia (H) | 3  | 0  | 0  | 3  | 0  | 5  | -5  | 0   |                        |

| 6 de marzo de 2024 | Eslovaquia             | 2:1 (1:1) | Suiza         | Estadio Pampeloponnisiako, Patras, Grecia |                                  |
| 13:00 (CET)        | - Pira 12' - Valko 78' | Reporte   | - 38' Cakolli | Árbitro(s): Alejandro Muñiz Ruiz          | Árbitro(s): Alejandro Muñiz Ruiz |

| 6 de marzo de 2024 | Grecia | 0:2 (0:0) | Ucrania                              | Kostas Davourlis Stadium, Patras, Grecia |                        |
| 14:00 (CET)        |        | Reporte   | - 75' Redushko - 80' (pen.) Bohdanov | Árbitro(s): Damian Kos                   | Árbitro(s): Damian Kos |

| 9 de marzo de 2024 | Suiza | 0:3 (0:2) | Ucrania                                           | Estadio Pampeloponnisiako, Patras, Grecia |                               |
| 13:00 (CET)        |       | Reporte   | - 17' Bohdanov - 24' (pen.) Stepanov - 63' Bondar | Árbitro(s): Matthew MacDermid             | Árbitro(s): Matthew MacDermid |

| 9 de marzo de 2024 | Grecia | 0:1 (0:0) | Eslovaquia   | Kostas Davourlis Stadium, Patras, Grecia |                        |
| 14:00 (CET)        |        | Reporte   | - 85' Lusale | Árbitro(s): Damian Kos                   | Árbitro(s): Damian Kos |

| 12 de marzo de 2024 | Suiza                      | 2:0 (1:0) | Grecia | Kostas Davourlis Stadium, Patras, Grecia |                                  |
| 14:00 (CET)         | - Kabashi 6' - Rufener 60' | Reporte   |        | Árbitro(s): Alejandro Muñiz Ruiz         | Árbitro(s): Alejandro Muñiz Ruiz |

| 12 de marzo de 2024 | Ucrania                              | 3:0 (2:0) | Eslovaquia | Estadio Pampeloponnisiako, Patras, Grecia |                               |
| 14:00 (CET)         | - Stepanov 41', 68' - Redushko 45+1' | Reporte   |            | Árbitro(s): Matthew MacDermid             | Árbitro(s): Matthew MacDermid |

### Grupo 5
País anfitrión:  Portugal
| Equipo       | PJ | PG | PE | PP | GF | GC | Dif | Pts | Situación              |
| Portugal (H) | 3  | 3  | 0  | 0  | 10 | 3  | +7  | 9   | Clasificado fase final |
| Croacia      | 3  | 1  | 1  | 1  | 8  | 6  | +2  | 4   |                        |
| Alemania     | 3  | 1  | 1  | 1  | 7  | 6  | +1  | 4   |                        |
| Irlanda      | 3  | 0  | 0  | 3  | 1  | 11 | -10 | 0   |                        |

| 20 de marzo de 2024 | Croacia                                      | 3:3 (2:2) | Alemania                               | Estádio Municipal Manuela Machado, Viana do Castelo, Portugal |                          |
| 12:00 (CET)         | - Čutuk 5' (pen.), 56' (pen.) - Vojdović 34' | Reporte   | - Neumann 12', 20' - Onyeka 74' (pen.) | Árbitro(s): Bence Csonka                                      | Árbitro(s): Bence Csonka |

| 20 de marzo de 2024 | Portugal                                    | 4:1 (2:1) | Irlanda            | Cidade Desportiva do SC Braga, Braga, Portugal |                            |
| 17:00 (CET)         | - Simões 23' - Silva 33', 53' - Marques 56' | Reporte   | - Melia 36' (pen.) | Árbitro(s): Marc Nagtegaal                     | Árbitro(s): Marc Nagtegaal |

| 23 de marzo de 2024 | Alemania                 | 2:0 (1:0) | Irlanda | Estadio Municipal da Coutada, Arcos de Valdevez, Portugal |                          |
| 12:00 (CET)         | - Sauck 19' - Onyeka 36' | Reporte   |         | Árbitro(s): Bence Csonka                                  | Árbitro(s): Bence Csonka |

| 23 de marzo de 2024 | Portugal                            | 3:0 (2:0) | Croacia | Estádio do FC Vizela, Caldas de Vizela, Portugal |                          |
| 17:00 (CET)         | - Silva 18' - Quenda 32' - Mora 62' | Reporte   |         | Árbitro(s): Kamal Umudlu                         | Árbitro(s): Kamal Umudlu |

| 26 de marzo de 2024 | Alemania          | 2:3 (0:1) | Portugal                         | Estadio Municipal 22 de Junio, Vila Nova de Famalicão, Portugal |                            |
| 12:00 (CET)         | - Husser 49', 90' | Reporte   | - Quenda 42', 83' - Trovisco 78' | Árbitro(s): Marc Nagtegaal                                      | Árbitro(s): Marc Nagtegaal |

| 26 de marzo de 2024 | Irlanda | 0:5 (0:2) | Croacia                                                          | Estádio Municipal Manuela Machado, Viana do Castelo, Portugal |                          |
| 12:00 (CET)         |         | Reporte   | - Čutuk 35' (pen.), 86' - Zebić 45+2' - Marić 80' - Puljić 90+6' | Árbitro(s): Kamal Umudlu                                      | Árbitro(s): Kamal Umudlu |

### Grupo 6
País anfitrión:  Georgia
| Equipo      | PJ | PG | PE | PP | GF | GC | Dif | Pts | Situación              |
| Dinamarca   | 3  | 2  | 1  | 0  | 8  | 0  | +8  | 7   | Clasificado fase final |
| Serbia      | 3  | 2  | 0  | 1  | 5  | 1  | +4  | 6   |                        |
| Georgia (H) | 3  | 1  | 0  | 2  | 3  | 10 | -7  | 3   |                        |
| Turquía     | 3  | 0  | 1  | 2  | 1  | 6  | -5  | 1   |                        |

| 20 de marzo de 2024 | Turquía | 0:0     | Dinamarca | Tskaltubo Technical Center, Tsqaltubo |                            |
| 12:00 (CET)         |         | Reporte |           | Árbitro(s): Joakim Östling            | Árbitro(s): Joakim Östling |

| 20 de marzo de 2024 | Georgia | 0:2 (0:0) | Serbia                     | Estadio Ramaz Shengelia, Kutaisi |                           |
| 14:00 (CET)         |         | Reporte   | - Vasilić 50' - Kostov 83' | Árbitro(s): Dalibor Černý        | Árbitro(s): Dalibor Černý |

| 23 de marzo de 2024 | Serbia | 0:1 (0:1) | Dinamarca        | Tskaltubo Technical Center, Tsqaltubo |                          |
| 12:00 (CET)         |        | Reporte   | - Johannesen 11' | Árbitro(s): Ben Mcmaster              | Árbitro(s): Ben Mcmaster |

| 23 de marzo de 2024 | Turquía        | 1:3 (0:0) | Georgia                                               | Estadio Ramaz Shengelia, Kutaisi |                           |
| 14:00 (CET)         | - Gülmen 90+1' | Reporte   | - Lomidze 65' - Doltmurziev 76' - Khutsishvili 90+14' | Árbitro(s): Dalibor Černý        | Árbitro(s): Dalibor Černý |

| 26 de marzo de 2024 | Serbia                                                | 3:0 (1:0) | Turquía | Tskaltubo Technical Center, Tsqaltubo |                            |
| 11:00 (CET)         | - Milosavljević 19' - Maksimović 61' - Damjanović 81' | Reporte   |         | Árbitro(s): Joakim Östling            | Árbitro(s): Joakim Östling |

| 26 de marzo de 2024 | Dinamarca                                                                   | 7:0 (3:0) | Georgia | Estadio Ramaz Shengelia, Kutaisi |                          |
| 11:00 (CET)         | - Obi 22' - Højer 25', 71' - Hyeni 35' - Abildgaard 87' - Hansen 90', 90+3' | Reporte   |         | Árbitro(s): Ben Mcmaster         | Árbitro(s): Ben Mcmaster |

### Grupo 7
País anfitrión:  Austria
| Equipo      | PJ | PG | PE | PP | GF | GC | Dif | Pts | Situación              |
| Austria (H) | 3  | 2  | 1  | 0  | 7  | 3  | +4  | 7   | Clasificado fase final |
| España      | 3  | 2  | 0  | 1  | 9  | 3  | +6  | 6   |                        |
| Noruega     | 3  | 1  | 1  | 1  | 4  | 6  | -2  | 4   |                        |
| Eslovenia   | 3  | 0  | 0  | 3  | 1  | 9  | -8  | 0   |                        |

| 20 de marzo de 2024 | Eslovenia | 0:2 (0:1) | Austria                        | Wiener Neustädter Stadion, Wiener Neustadt |                              |
| 12:00 (CET)         |           | Reporte   | - Hangl 30' - Adejenughure 61' | Árbitro(s): Igor Stojchevski               | Árbitro(s): Igor Stojchevski |

| 20 de marzo de 2024 | España                                | 3:0 (3:0) | Noruega | Sportschule Lindabrunn, Enzesfeld-Lindabrunn |                           |
| 15:30 (CET)         | - Arnun 11' (pen.) - Yañez 30', 45+4' | Reporte   |         | Árbitro(s): Bulat Sariyev                    | Árbitro(s): Bulat Sariyev |

| 23 de marzo de 2024 | Austria                             | 2:2 (1:1) | Noruega                           | Wiener Neustädter Stadion, Wiener Neustadt |                           |
| 12:00 (CET)         | - Ivanschitz 38' (pen.) - Moizi 63' | Reporte   | - Nilsen-Modebe 1' - Norbye 90+2' | Árbitro(s): Bulat Sariyev                  | Árbitro(s): Bulat Sariyev |

| 23 de marzo de 2024 | España                                 | 5:0 (4:0) | Eslovenia | Sportschule Lindabrunn, Enzesfeld-Lindabrunn |                                 |
| 15:30 (CET)         | - Yañez 1', 13' - Osazuwa 8', 23', 60' | Reporte   |           | Árbitro(s): Oleksii Derevinskyi              | Árbitro(s): Oleksii Derevinskyi |

| 26 de marzo de 2024 | Austria                                              | 3:1 (2:1) | España          | Wiener Neustädter Stadion, Wiener Neustadt |                                 |
| 17:00 (CET)         | - Fidjeu-Tazemeta 19' - Music 36' - Moizi 80' (pen.) | Reporte   | - Hernández 12' | Árbitro(s): Oleksii Derevinskyi            | Árbitro(s): Oleksii Derevinskyi |

| 26 de marzo de 2024 | Noruega                            | 2:1 (1:0) | Eslovenia   | Fussballakademie Burgenland, Mattersburg |                              |
| 17:00 (CET)         | - Skaarud 38' - Spiten-Nysæter 57' | Reporte   | - Žužek 83' | Árbitro(s): Igor Stojchevski             | Árbitro(s): Igor Stojchevski |

### Grupo 8
País anfitrión:  Bosnia y Herzegovina
| Equipo                   | PJ | PG | PE | PP | GF | GC | Dif | Pts | Situación              |
| Polonia                  | 3  | 2  | 0  | 1  | 6  | 3  | +3  | 6   | Clasificado fase final |
| República Checa          | 3  | 2  | 0  | 1  | 4  | 2  | +2  | 6   |                        |
| Bosnia y Herzegovina (H) | 3  | 1  | 0  | 2  | 4  | 7  | -3  | 3   |                        |
| Bielorrusia              | 3  | 1  | 0  | 2  | 2  | 4  | -2  | 3   |                        |

| 20 de marzo de 2024 | Polonia                                               | 4:1 (2:1) | Bosnia y Herzegovina | Stadion Etno Selo Stanisići, Bijeljina |                           |
| 14:00 (CET)         | - Dziewiatowski 1' - Izunwanne 45' - Adkonis 76', 85' | Reporte   | - Pejić 32'          | Árbitro(s): Jérémy Muller              | Árbitro(s): Jérémy Muller |

| 20 de marzo de 2024 | Bielorrusia | 0:1 (0:0) | República Checa | Novi Gradski, Ugljevik           |                                  |
| 14:00 (CET)         |             | Reporte   | - Sosna 90+1'   | Árbitro(s): Heini Ziskason Viðoy | Árbitro(s): Heini Ziskason Viðoy |

| 23 de marzo de 2024 | Polonia | 0:1 (0:1) | Bielorrusia | Stadion Etno Selo Stanisići, Bijeljina |                                 |
| 14:00 (CET)         |         | Reporte   | - Bakhno 7' | Árbitro(s): Ashot Ghaltakhchyan        | Árbitro(s): Ashot Ghaltakhchyan |

| 23 de marzo de 2024 | República Checa          | 2:0 (1:0) | Bosnia y Herzegovina | Novi Gradski, Ugljevik    |                           |
| 14:00 (CET)         | - Micek 12' - Moudrý 65' | Reporte   |                      | Árbitro(s): Jérémy Muller | Árbitro(s): Jérémy Muller |

| 26 de marzo de 2024 | República Checa | 1:2 (0:2) | Polonia                                 | Novi Gradski, Ugljevik           |                                  |
| 14:00 (CET)         | - Micek 74'     | Reporte   | - Adkonis 12' (pen.) - Pietuszewski 23' | Árbitro(s): Heini Ziskason Viðoy | Árbitro(s): Heini Ziskason Viðoy |

| 26 de marzo de 2024 | Bosnia y Herzegovina                   | 3:1 (0:1) | Bielorrusia     | Stadion Etno Selo Stanisići, Bijeljina |                                 |
| 14:00 (CET)         | - Kraljević 53' - Alajbegović 59', 89' | Reporte   | - Kazmerchuk 7' | Árbitro(s): Ashot Ghaltakhchyan        | Árbitro(s): Ashot Ghaltakhchyan |

### Ranking de los segundos puestos
Los siete mejores segundos lugares de los 8 grupos clasifican a la Fase Final junto a los 8 ganadores de grupo. (Se contabilizan los resultados obtenidos en contra de los ganadores y los terceros clasificados de cada grupo).
| Pos. | Grupo | Equipo          | PJ | PG | PE | PP | GF | GC | DG | Pts | Detalle                    |
| ---- | ----- | --------------- | -- | -- | -- | -- | -- | -- | -- | --- | -------------------------- |
| 1    | 1     | Inglaterra      | 2  | 1  | 0  | 1  | 6  | 3  | +3 | 3   | Clasifican a la Fase Final |
| 2    | 7     | España          | 2  | 1  | 0  | 1  | 4  | 3  | +1 | 3   | Clasifican a la Fase Final |
| 3    | 8     | República Checa | 2  | 1  | 0  | 1  | 3  | 2  | +1 | 3   | Clasifican a la Fase Final |
| 4    | 6     | Serbia          | 2  | 1  | 0  | 1  | 2  | 1  | +1 | 3   | Clasifican a la Fase Final |
| 5    | 2     | Gales           | 2  | 1  | 0  | 1  | 3  | 3  | 0  | 3   | Clasifican a la Fase Final |
| 6    | 3     | Bélgica         | 2  | 1  | 0  | 1  | 4  | 5  | -1 | 3   | Clasifican a la Fase Final |
| 7    | 4     | Eslovaquia      | 2  | 1  | 0  | 1  | 2  | 4  | -2 | 3   | Clasifican a la Fase Final |
| 8    | 5     | Croacia         | 2  | 0  | 1  | 1  | 3  | 6  | -3 | 1   |                            |